# Dendropsophus leucophyllatus
Dendropsophus leucophyllatus es una especie de anfibios de la familia Hylidae.
Habita en la cuenca amazónica de Bolivia, Brasil, Colombia, Ecuador y Perú, en las Guayanas y posiblemente en Venezuela, en altitudes inferiores a los 600 m.
Sus hábitats naturales incluyen bosques tropicales o subtropicales secos, sabanas secas, marismas de agua dulce y corrientes intermitentes de agua.